# Paramunida
Paramunida is een geslacht van kreeftachtigen uit de klasse van de Malacostraca (hogere kreeftachtigen).

## Soorten
- Paramunida achernar Cabezas, Macpherson & Machordom, 2010
- Paramunida akaina Cabezas & Chan, 2014
- Paramunida amphitrita Macpherson, 1996
- Paramunida antares Cabezas, Macpherson & Machordom, 2010
- Paramunida antipodes Ahyong & Poore, 2004
- Paramunida ascella Cabezas, Macpherson & Machordom, 2010
- Paramunida aspera Cabezas & Chan, 2014
- Paramunida aurora Cabezas & Chan, 2014
- Paramunida belone Macpherson, 1993
- Paramunida cretata Macpherson, 1996
- Paramunida crinita Cabezas, Macpherson & Machordom, 2010
- Paramunida cristata Macpherson, 2004
- Paramunida curvata Macpherson, 2004
- Paramunida echinata Macpherson, 2000
- Paramunida evexa Macpherson, 1993
- Paramunida granulata (Henderson, 1885)
- Paramunida haigae Cabezas & Macpherson, 2014
- Paramunida hawaiiensis (Baba, 1981)
- Paramunida labis Macpherson, 1996
- Paramunida leptotes Macpherson & Baba, 2009
- Paramunida longior Baba, 1988
- Paramunida lophia Cabezas, Macpherson & Machordom, 2009
- Paramunida luminata Macpherson, 1996
- Paramunida marionis Cabezas, Macpherson & Machordom, 2010
- Paramunida microrhina Cabezas, Macpherson & Machordom, 2010
- Paramunida mozambica Cabezas, Macpherson & Machordom, 2010
- Paramunida parvispina Cabezas, Macpherson & Machordom, 2010
- Paramunida pictura Macpherson, 1993
- Paramunida polita Macpherson, 1993
- Paramunida poorei Cabezas, Macpherson & Machordom, 2010
- Paramunida pronoe Macpherson, 1993
- Paramunida proxima (Henderson, 1885)
- Paramunida salai Cabezas, Macpherson & Machordom, 2009
- Paramunida scabra (Henderson, 1885)
- Paramunida setigera Baba, 1988
- Paramunida spatula Macpherson, 2006
- Paramunida spica Cabezas, Macpherson & Machordom, 2010
- Paramunida stichas Macpherson, 1993
- Paramunida tenera Cabezas, Macpherson & Machordom, 2010
- Paramunida thalie Macpherson, 1993
- Paramunida tricarinata (Alcock, 1894)